# Libertà d'informazione
La libertà d'informazione (o libera informazione) si riferisce alla protezione del diritto di libertà di parola con particolare attenzione a internet e al settore dell'information technology (vedi diritti digitali). La libertà di informazione riguarda anche la censura in ambito informatico, come la possibilità di accedere a pagine web senza censura o restrizioni.
La libertà d'informazione è un'estensione del concetto di libertà di parola, un diritto umano fondamentale riconosciuto nell'ambito del diritto internazionale, oggi ricompreso nel concetto più generale di libertà di espressione con qualsiasi mezzo, ossia in forma orale, scritta, attraverso la stampa, internet o qualunque forma d'arte. Questo significa che la tutela della libertà di parola come diritto include non solo i contenuti, ma anche i mezzi espressivi. La libertà d'informazione è connessa al diritto alla privacy nell'ambito di internet e dell'information technology. Il diritto alla privacy, così come il diritto alla libertà di espressione, è un diritto umano riconosciuto e la libertà d'informazione può interferire con questo diritto.

## La società dell'informazione e la libertà d'espressione
La Dichiarazione di Principi adottata dal World Summit on the Information Society (WSIS) nel 2003 ribadisce la democrazia, l'universalità, l'indivisibilità e l'interdipendenza di tutti i diritti umani e delle libertà fondamentali. La Dichiarazione fa anche riferimento specifico all'importanza del diritto alla libertà di espressione per la "società dell'informazione", con la seguente affermazione:
La Dichiarazione dei Principi del WSIS del 2004 afferma anche che "è necessario prevenire l'uso di informazioni e tecnologie per scopi criminali o terroristici, nel rispetto dei diritti umani". Wolfgang Benedek ha commentato che la Dichiarazione del WSIS contiene solamente riferimenti ai diritti umani e non indica alcun procedimento o meccanismo per assicurare che questi diritti vengano rispettati nella pratica.

## Hacktivismo
I gruppo per i diritti digitali Hacktivismo, fondato nel 1999, sostiene che l'accesso all'informazione è un diritto umano primario. Le credenze del gruppo sono pienamente descritte nella "Hacktivismo Declaration" che vuole che la dichiarazione universale dei diritti umani e la Convenzione Internazionale sui Diritti Civili e Politici (ICCPR) siano applicate ad internet. La Dichiarazione richiama l'obbligo dei paesi membri dell'ICCPR di proteggere il diritto di libertà di espressione in considerazione alla libertà di informazione nel contesto di internet. La Dichiarazione di Hacktivismo riconosce "l'importanza di combattere contro l'abuso dei diritti umani con rispetto ad un accesso ragionevole all'informazione su internet" e chiede alla comunità di hacker di "studiare strade e metodi per eludere gli stati che applicano una censura ad internet" e "implementare tecnologie per combattere le violazioni del diritto di informazione". La Dichiarazione di Hacktivismo riconosce comunque che la libertà di espressione è soggetta a limitazioni, precisando "noi riconosciamo il diritto dei governi di vietare la pubblicazione di segreti di stato top secret, pedopornografia, e materiale soggetto a privacy, oltre ad altre restrizioni generalmente accettate". In ogni modo, la Dichiarazione Hacktivismo precisa "ma noi contestiamo l'uso del potere di stato per controllare l'accesso ai lavori di figure critiche, intellettuali, artistiche o religiose."

## Global Network Initiative
Il 29 ottobre 2008 la Global Network Initiative (GNI) è stata fondata sui "Principi sulla Libertà d'espressione e Privacy". L'Iniziativa è stata nel 60º anno dell'anniversario della Dichiarazione universale dei diritti umani (UDHR) ed è basato su leggi internazionalmente riconosciute e standard per i diritti umani sulla libertà di espressione e sulla privacy stabilite nell'UDHR, la Convenzione Internazionale sui Diritti Civili e Politici (ICCPR) e la convenzione internazionale sui diritti economici, sociali e culturali (ICESCR). Tra i partecipanti all'Iniziativa ci sono la Electronic Frontier Foundation, Human Rights Watch, Google, Microsoft, Yahoo, altre importanti società, human rights NGOs, investitori e accademici.